# Vincenzo Inzerillo
Vincenzo Inzerillo (Palermo, 24 luglio 1947 – 12 dicembre 2024) è stato un politico italiano, senatore della Democrazia Cristiana dal 1992 al 1994.

## Biografia
Esponente della Democrazia Cristiana, è consigliere comunale a Palermo dagli anni '80, ricoprendo anche il ruolo di assessore e di vicesindaco nel 1990.
Nel 1992 viene eletto al Senato; a Palazzo Madama è membro della 13ª Commissione permanente (Territorio, ambiente, beni ambientali). Dopo lo scioglimento della DC nel 1994 si ricandida al Senato nel collegio di Palermo sud con la lista Democrazia Popolare, ottenendo il 7,7% dei voti, senza risultare eletto.

### Procedimenti penali

#### Concorso esterno in associazione mafiosa
Il 15 febbraio 1995 Inzerillo venne arrestato per il reato di associazione a delinquere di stampo mafioso, a seguito delle dichiarazioni dei collaboratori di giustizia Gioacchino Pennino, Tullio Cannella, Giovanni Drago, Vincenzo Sinacori e Angelo Siino, che lo accusarono di avere stretti legami con i fratelli Giuseppe e Filippo Graviano, boss mafiosi di Brancaccio.
Nel 2000 venne condannato in primo grado a otto anni di reclusione, ma venne assolto in appello nel 2004. La Cassazione annullò l'assoluzione d'appello e dispose un nuovo processo: nel 2010 la Corte d'assise d'appello di Palermo derubricò il reato in concorso esterno in associazione mafiosa, riducendo la condanna a cinque anni e quattro mesi. Nel 2011 tale verdetto venne confermato dalla Cassazione e per Inzerillo si aprirono le porte del carcere.
Nel 2012 è stato scarcerato per aver scontato la pena, con un anno di anticipo per buona condotta.

#### Concorso in strage
Nel 2003 la Procura di Firenze indagò Inzerillo per concorso in strage, sulla base delle dichiarazioni del collaboratore di giustizia Vincenzo Sinacori, il quale affermava che nel 1993 il senatore avrebbe partecipato ad un incontro con Giuseppe Graviano, Matteo Messina Denaro e Leoluca Bagarella per discutere sugli attentati avvenuti nell'Italia continentale proprio in quell'estate. Tuttavia l'indagine venne archiviata per mancanza di prove.

#### Revoca del vitalizio
Il 9 luglio 2015 gli è stato revocato il vitalizio, insieme ad altri otto ex senatori.